# 肖村乡
肖村乡，是中华人民共和国河北省保定市定兴县下辖的一个乡镇级行政单位。

## 行政区划
肖村乡下辖以下地区：
东肖村、西肖村、肖村营村、九汲村、尚汲铺村、九汲庄村、坊上村、六里屯村、石象村、北七村和辛庄村。